# Доисторическая Франция
Доистори́ческий пери́од Фра́нции — период человеческого заселения Франции, начиная с ранних гоминид и вплоть до железного века, когда во Франции появилась кельтская по происхождению латенская культура.

## Палеолит

### Нижний палеолит
К внеафриканским «преолдованским» индустриям (Mode 1) может быть отнесена каменная индустрия стоянок Le Bois-de-Riquet, Валлоне в Приморских Альпах (1,15 млн лет) и Пон-де-Лаво (Pont de Lavaud) в коммуне Эгюзон-Шантом (Центральная Франция).
Во Франции обнаружены стоянки олдувайской (аббевильской) и ашельской культур, относящихся к переходным видам гоминид — скорее всего, Homo erectus и Homo heidelbergensis. Человеческий зуб возрастом 560 тыс. лет (Араго 149) найден в пещере Кон д’Араго неподалёку от города Перпиньян на юге Франции. Таким же возрастом датируется молочный зуб ребёнка 5—6 лет, найденный в Араго в 2018 году.
Тотавельский человек из Араго (Caune de l’Arago) в коммуне Тотавель датируется возрастом 450 тыс. лет. К Homo heidelbergensis относятся останки из Монморен.
Помимо пещер, жители нижнего палеолита, занимавшиеся охотой и собирательством, могли строить жилища, подобные обнаруженным в контексте ашельских орудий в Грот-дю-Лазаре и Терра-Амата близ Ниццы во Франции.

### Средний палеолит

Технология Леваллуа

Предполагается, что неандертальцы начали формироваться в Европе на основе части местных популяций гейдельбергского человека около 300 тыс. лет назад.
Время появления индустрии Леваллуа на памятнике Орньяк-3 (Orgnac 3) — 280—260 тыс. л. н. (ранний этап морской изотопной стадии MIS 8).
У двух детей неандертальцев, живших в бассейне Роны (местонахождение Пейре (Payre), департамент Ардеш) ок. 250 тыс. лет назад, обнаружены следы отравления свинцом. Отчетливые неандерталоидные черты в строении мозговой части черепа в европейских популяциях гоминин проявляются около 230 тыс. лет назад, и окончательно неандертальцы сформировались к концу рисс-вюрмского межледниковья 110-80 тыс. лет назад. Вымирают они ок. 40 тыс. лет назад, предположительно из-за неспособности конкурировать с кроманьонцами в условиях холодного климата.
К этому периоду во Франции относятся многочисленные находки, связанные с мустьерской культурой, названные в честь скального жилища Ле-Мустье в регионе Дордонь. Возраст останков костей неандертальца на территории Парижа учёные оценили в 200 тыс. лет. Ряд орудий изготовлены при помощи технологии Леваллуа — особой разновидности обработки камня, возникшей ещё в эпоху нижнего палеолита, но наиболее характерной для неандертальских орудий среднего палеолита. Индустрия Леваллуа была названа в честь находок, сделанных на стоянке Леваллуа-Перре близ Парижа.

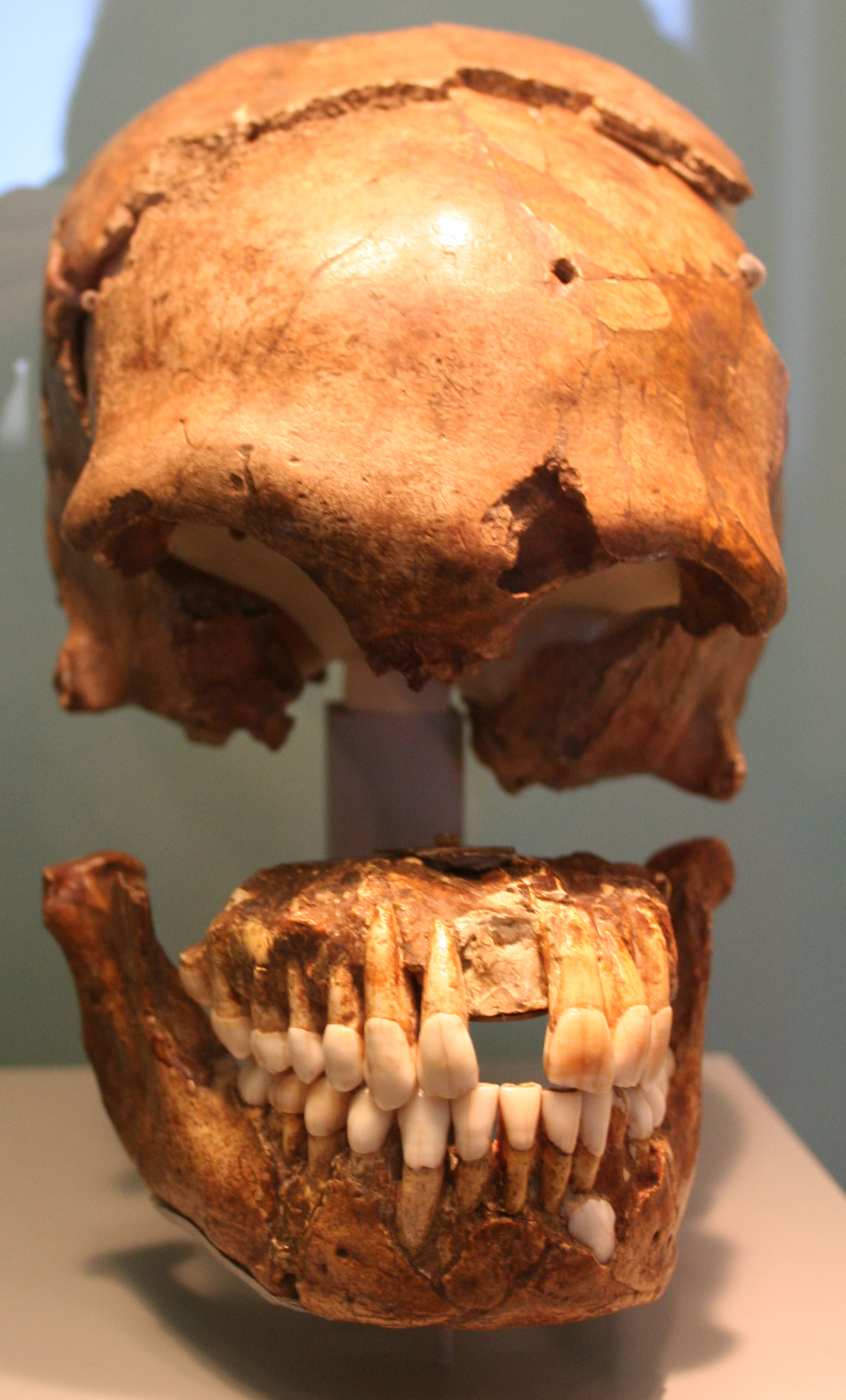
Le Moustier 1, вид спереди

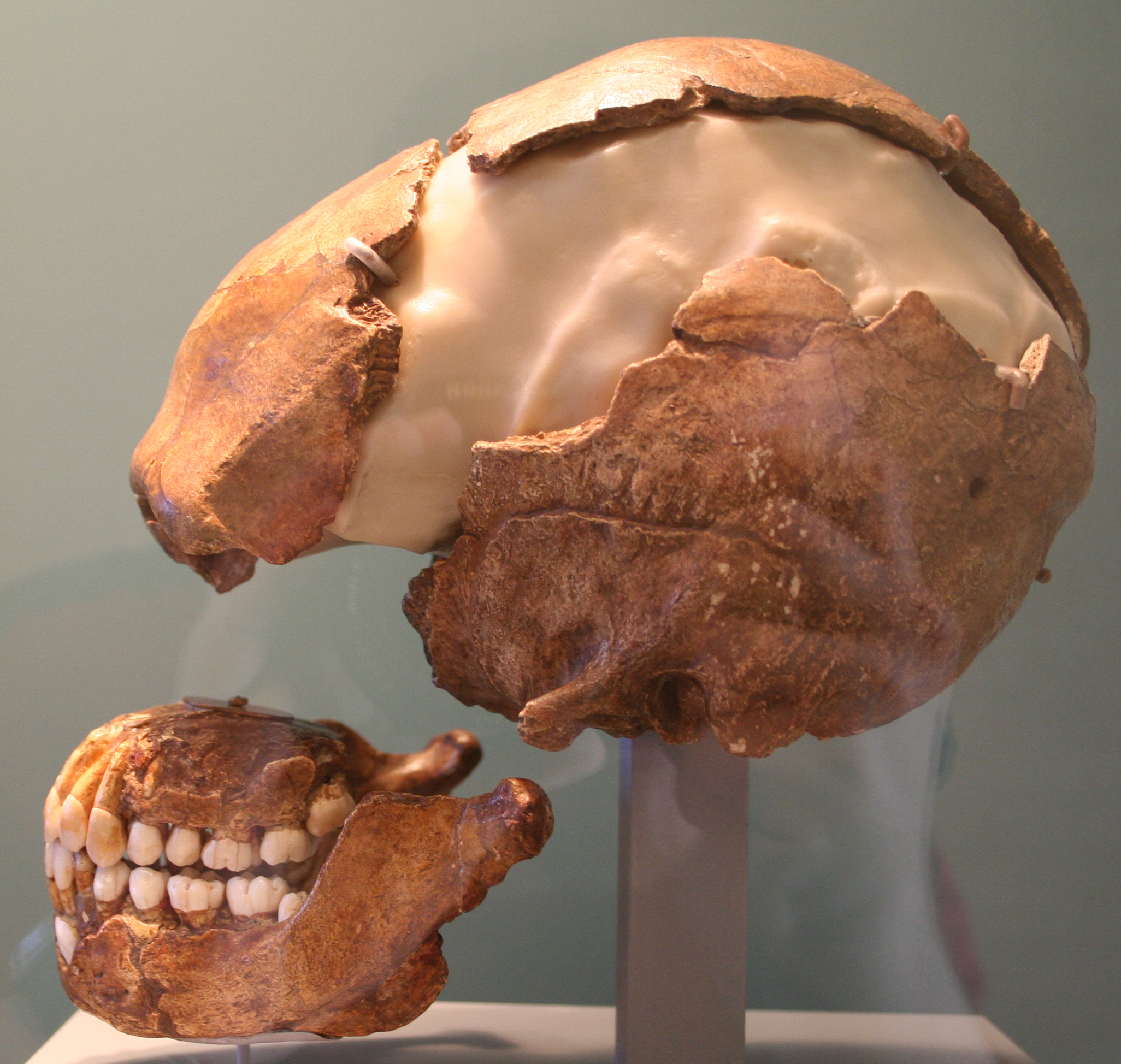
Le Moustier 1 в профиль

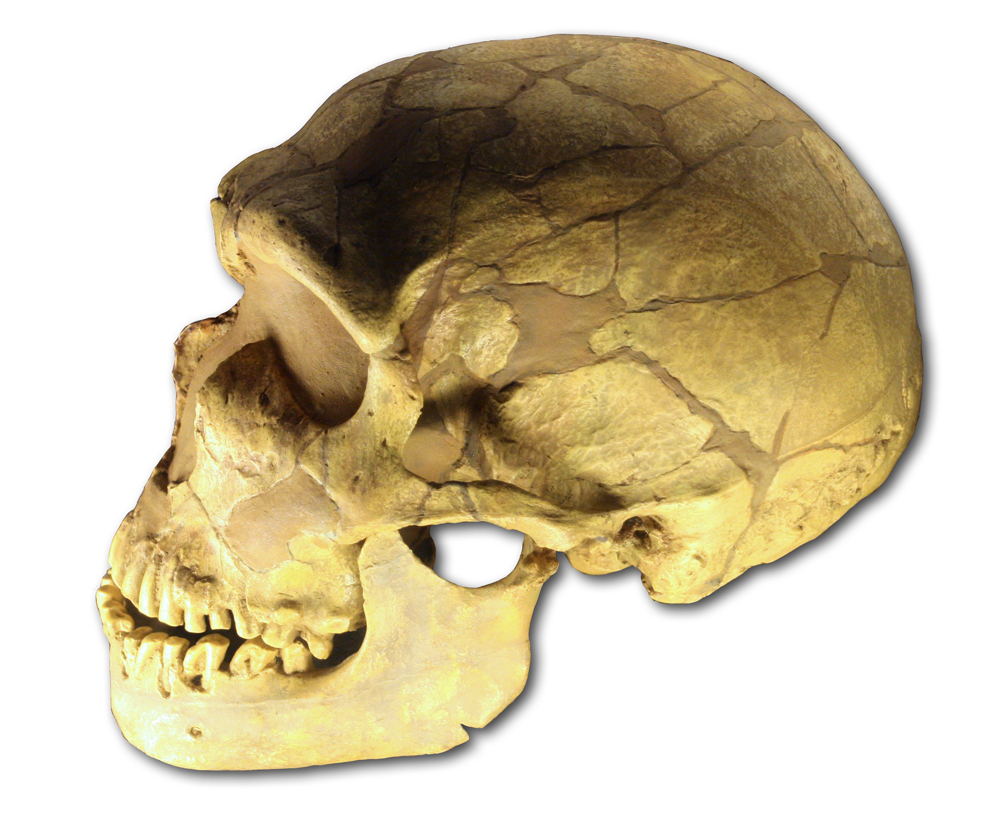
Череп неандертальца Ла-Ферраси 1 из Ла-Ферраси

В Сент-Эстев-Жансоне имеются свидетельства в виде кострищ и покрасневшей земли в пещере Эскале. Этим кострищам около 200 тыс. лет.
В пещере Брюникель неандертальцы жили 176,5 тыс. лет назад.
Свидетельства каннибализма среди неандертальцев обнаружены в неандертальских поселениях Мула-Жернси (Moula-Guercy) и Ле-Прадель (Les Pradelles). А также между 128 000 и 114 000 лет назад (эемское потепление) в пещере Баум Мула-Герси (Baume Moula-Guercy) около деревни Сойонс (Soyons) на юго-востоке Франции.
В слоях UA9—UA29 грота Лазаре (Прованс) были найдены останки 26 особей (зубы, в том числе молочные, нижние челюсти, фрагменты черепа, кости конечностей (бедренные и плечевая кости)), которые датируются возрастом от 175 до 130 тыс. лет назад (изотопные стадии от 6.4 до 6.2). Выявлены явные следы каннибализма. По морфологии черепов люди из грота Лазаре эволюционно более продвинуты, чем обитатели Тотавеля, Чепрано и Сима де лос Уэсос в Атапуэрке, но более архаичны, чем неандертальцы из Саккопасторе, Монте Чирчео, Ля Ферраси, Ля Шапель-о-Сен и других. Ближе всего к образцам из грота Лазаре оказались останки возрастом около 200 тыс. лет из Бьяш-Сен-Ва-2 (Biache-Saint-Vaast 2) (коммуны Бьяш-Сен-Ва) на севере Франции. Попытка Сванте Паабо секвенировать ДНК из останков не увенчалась успехом.
В пещере Абри-дю-Мара (Abri du Maras) в долине реки Ардеш на юге Франции найдены следы очагов возрастом ок. 90 тыс. лет (морская изотопная стадия MIS 5/начало MIS 4). Неандертальцы сформировали здесь достаточно сложную культуру жизнеобеспечения, используя различные ресурсы территории. В дополнение к охоте на мегафауну они также умели ловить более мелкую добычу — волков, песцов, зайцев и птиц, использовали лекарственные растения и собирали грибы, изобрели первые на Земле верёвки. Шнур, сплетённый из трёх волокон древесной коры возможно хвойного дерева, датируется возрастом 46 000 лет (41±2—52±2 тыс. л. н., MIS 3).
В коммуне Ле-Розель (Le Rozel) в департаменте Манш на побережье Ла-Манша найдены 257 окаменевших отпечатков следов ног, оставленных неандертальцами около 80 тыс. лет назад.
Среднепалеолитические индустрии грота Ортю и пещеры Делле Фате датируются от 70 до 40 тыс. лет назад.
На двух стоянках Пеш-де-л'Эзе-1 (Pech-de-l’Azé I) и Абри Перони (Abri Peyrony) департаменте Дордонь нашли изготовленные из рёбер оленя орудия типа lissoir (лощило, гладило) возрастом 51 400 и 47 710—41 130 лет соответственно. Мелко полированной поверхностью конца ребра неоднократно тёрли какой-то мягкий материал, вероятно, звериную шкуру. Зубы из слоёв D, C, F и G в гроте Мандрин близ города Малатаверн принадлежат неандертальцам. Геном неандертальца Thorin из самого верхнего мустьерского постнеронского II (PNII) уровня B2 (52 900 — 48 050 лет до настоящего времени) в гроте Мандрин обнаруживает глубокое расхождение с геномами поздних неандертальцев. Он принадлежал к популяции с небольшим размером группы, которая не проявляла генетической интрогрессии с другими известными поздними европейскими неандертальцами и находилась в генетической изоляции, несмотря на то, что другие неандертальцы жили в соседних регионах. Примерно 45 мегабаз (около 1,5 % генома) у Торина приходится на участки длиной более 20 мегабаз, что говорит о недавнем инбридинге и указывает на небольшую эффективную численность популяции, к которой принадлежал Торин, а также на их генетическую изоляцию от других популяций поздних неандертальцев, для имеются геномные данные. Геном Торина показывает относительно раннее расхождение ∼105 тыс. л. н. с другими поздними неандертальцами. Он принадлежал к популяции с небольшим размером группы, которая не показала генетической интрогрессии с другими известными поздними европейскими неандертальцами, что выявило около 50 тыс. лет генетической изоляции его линии, несмотря на то, что они жили в соседних регионах. Филогенетический анализ митохондриального генома показал, что геном Thorin был наиболее тесно связан с геномом неандертальца FQ из Гибралтара. Оба они являются частью клады, включающей другие недавно описанные образцы европейских неандертальцев из пещеры Стайня (Польша), Галереи-де-лас-Эстатуас (Испания) и особи Mezmaiskaya 1 возрастом около 65 тыс. лет из Мезмайской пещеры на Кавказе, отличную от других поздних западно-евразийских неандертальцев. Анализ Y-хромосомы показал аналогичный результат, при этом последовательность Thorin расходилась раньше, чем у двух других самцов поздних неандертальцев Spy94a из Бельгии и Mezmaiskaya 2. В геноме неандертальца из Ле-Коте учëные обнаружили примесь от ранее неизвестной «призрачной» популяции, которая отделилась от линии, ведущей к неандертальцу Виндия 33.19 из хорватской пещеры Виндия, примерно 89 тыс. лет назад.

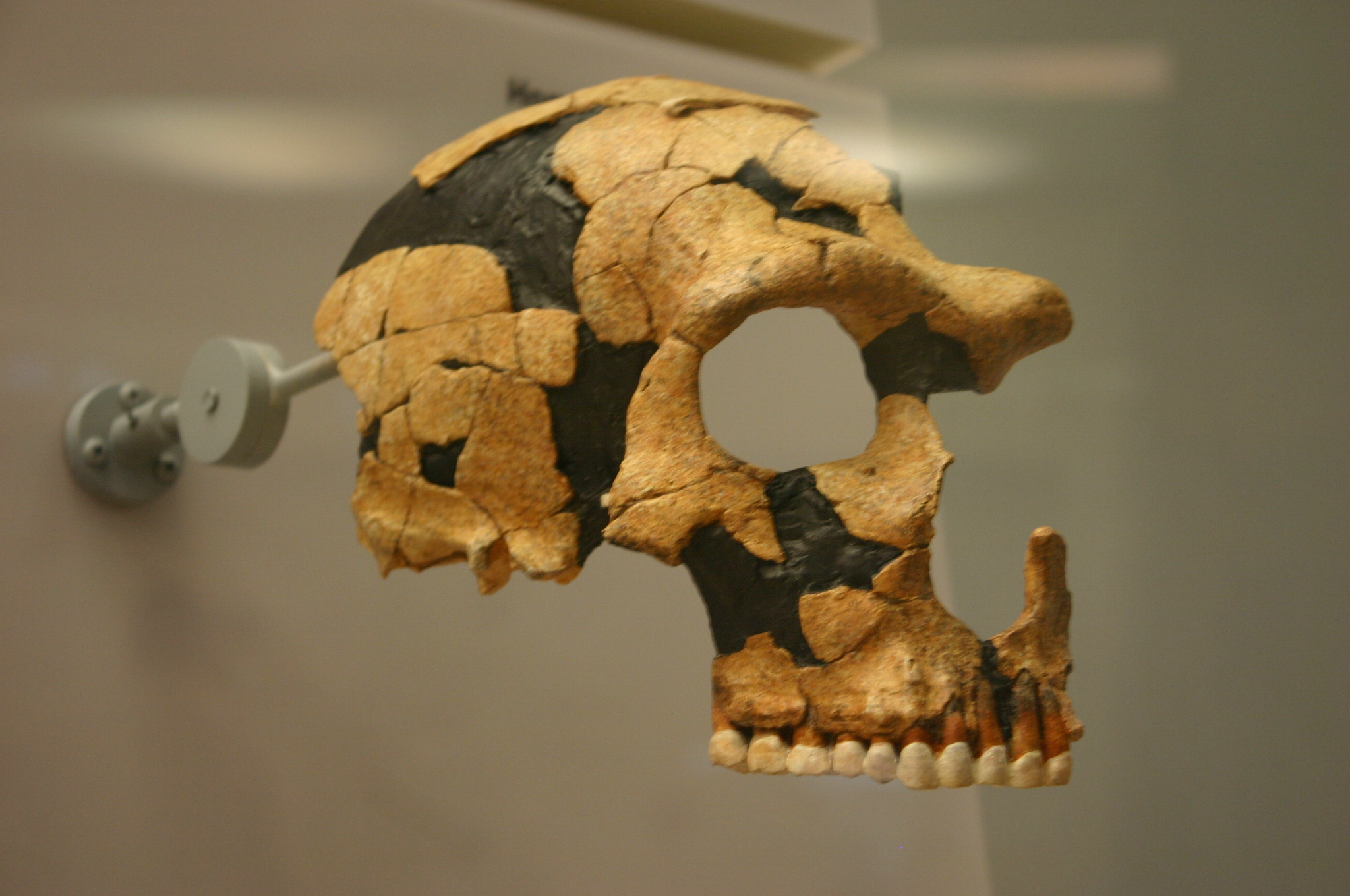
Неандерталец Сен-Сезер 1 со стоянки Сен-Сезер

Слои шательперонской культуры с останками неандертальцев (Сен-Сезер, Оленья пещера в Арси-сюр-Кюр) датируются возрастом 42 тыс. лет назад. В шательперонский период кроманьонцы сосуществовали с остатками неандертальцев. В геноме неандертальца из Ле-Котте не было обнаружено примеси от ДНК Homo sapiens.

### Верхний палеолит
Наиболее ранние люди современного типа — кроманьонцы — проникли в Европу, в том числе и во Францию, около 40 000 лет назад в период длительного потепления с относительно мягким климатом и большим количеством съедобных растений. Вместе с собой кроманьонцы принесли в Европу искусство скульптуры, росписи, украшения тела, музыки и украшения бытовых предметов. В Южной Франции обнаружены одни из древнейших примеров искусства, в частности, настенные рисунки в пещере Ласко. В эпоху верхнего палеолита франко-кантабрийский регион был наиболее богатым на памятники культуры, наиболее густонаселённым регионом в мире.
Стоянка в гроте Мандрин документирует первое чередующееся занятие пещеры неандертальцами и современными людьми. Слой E с неронской каменной индустрией (Neronian lithic industry/Neronian culture, от местонахождения Грот-де-Нерон), содержащий коронку второго моляра верхней челюсти Homo sapiens (URdm2; Man12 E 1300), датируется оптическим и радиоуглеродным методами возрастом от 56 800 до 51 700 лет до настоящего времени и стратиграфически находится между слоями с мустьерской индустрией, содержащими останки неандертальцев. Это вторжение ранних анатомически современных людей в долину Роны связано с технологией, неизвестной ни в одной индустрии той эпохи за пределами Африки или Леванта. Найденные в слое E грота Мандрин стандартизированные микро и наноострия могли использоваться неронцами 54 тыс. л. н. как наконечники стрел лука.
В долине реки Ла Кюр в пещере Грот-дю-Ренн (Оленья пещера) в Арси-сюр-Кюр (Йонна) на одном шательперонском уровне с неандертальцами палеоантропологи нашли подвздошную кость младенца AR-63, который принадлежал к виду человек разумный, сосуществовавшему с неандертальцами 45 тыс. лет назад.
Европейские палеолитические культуры делятся на несколько хронологических подгрупп (их названия связаны с типовыми памятниками, все из которых обнаружены во Франции, в основном в историческом регионе Дордонь):
- Ориньякская культура (около 34 000 — 23 000 лет назад) — начало создания палеолитических Венер, наскальные рисунки на стенах пещеры Шове (более поздние рисунки относятся к граветтской культуре). Первое свидетельство о сосуществовании человека и собаки — следы лапы волка или собаки и ноги ребёнка (en:Origin of the domestic dog) было обнаружено в пещере Шове.
- Перигорская культура (около 35 000 — 20 000 лет назад) — правомерность данного термина оспаривается (по крайней мере тот факт, что последующие периоды представляют собой непрерывную традицию).
- Граветтская культура (около 28 000 — 22 000 лет назад) — к ней относятся большинство палеолитических Венер, рисунки в пещере Коске (ок. 27 000 гг. до н. э.).
- Солютрейская культура (около 21 000 — 17 000 лет назад)
- Мадленская культура (около 18 000 — 10 000 лет назад) — к данной культуре, вероятно, относятся пещерные рисунки в Пеш-Мерль (департамент Лот в Лангедоке, датируется около 16 000 лет до н. э.), Ласко (около деревни Монтиньяк в регионе Дордонь, датируются около 15 000 — 13 000 лет до н. э.) и Труа-Фрер.

## Мезолит
Мезолит во Франции начался с концом последнего оледенения и был связан с переходом многих культур от охоты и собирательства к примитивному сельскому хозяйству.
Мадленская культура возникла в период позднего палеолита и продолжала существовать в мезолите. На юго-западе Франции азильская культура сосуществовала с подобными мезолитическими культурами, как тёнгерская культура на севере Европы и свидерская культура на северо-востоке Европы. За азильской культурой последовала совтерская культура на юге Франции и в Швейцарии, тарденуазская культура на севере Франции и Маглемозе в Северной Европе.
В позднем мезолите на территории Прованса возникает кастельновская культура, вскоре поглощённая пришлыми носителями кардиальной культуры, однако оказавшая большое влияние на последующие гибридные культуры.
Среди археологов существуют дискуссии по поводу того, являются ли баски потомками мезолитического населения Франции. Генетический профиль басков по мужской линии (гаплогруппы Y-хромосомы) отличен от мезолитического населения и не имеет существенных отличий от соседних народов (доминирует Y-хромосомная гаплогруппа R1b), но имеет некоторые индивидуальные особенности по женской (митохондриальные гаплогруппы). В области проживания басков в эпоху раннего неолита существовала рукадурская культура (Roucadourien), испытавшая некоторое влияние неолитической культуры кардиальной керамики, однако долго сохранявшая пережитки мезолита; у рукадурцев засвидетельствованы признаки каннибализма. Тем не менее, язык басков может быть наследием не рукадурской культуры, а влияния одной из более развитых соседних неиндоевропейских культур — например, той же культуры кардиальной керамики или культуры колоколовидных кубков.

## Неолит

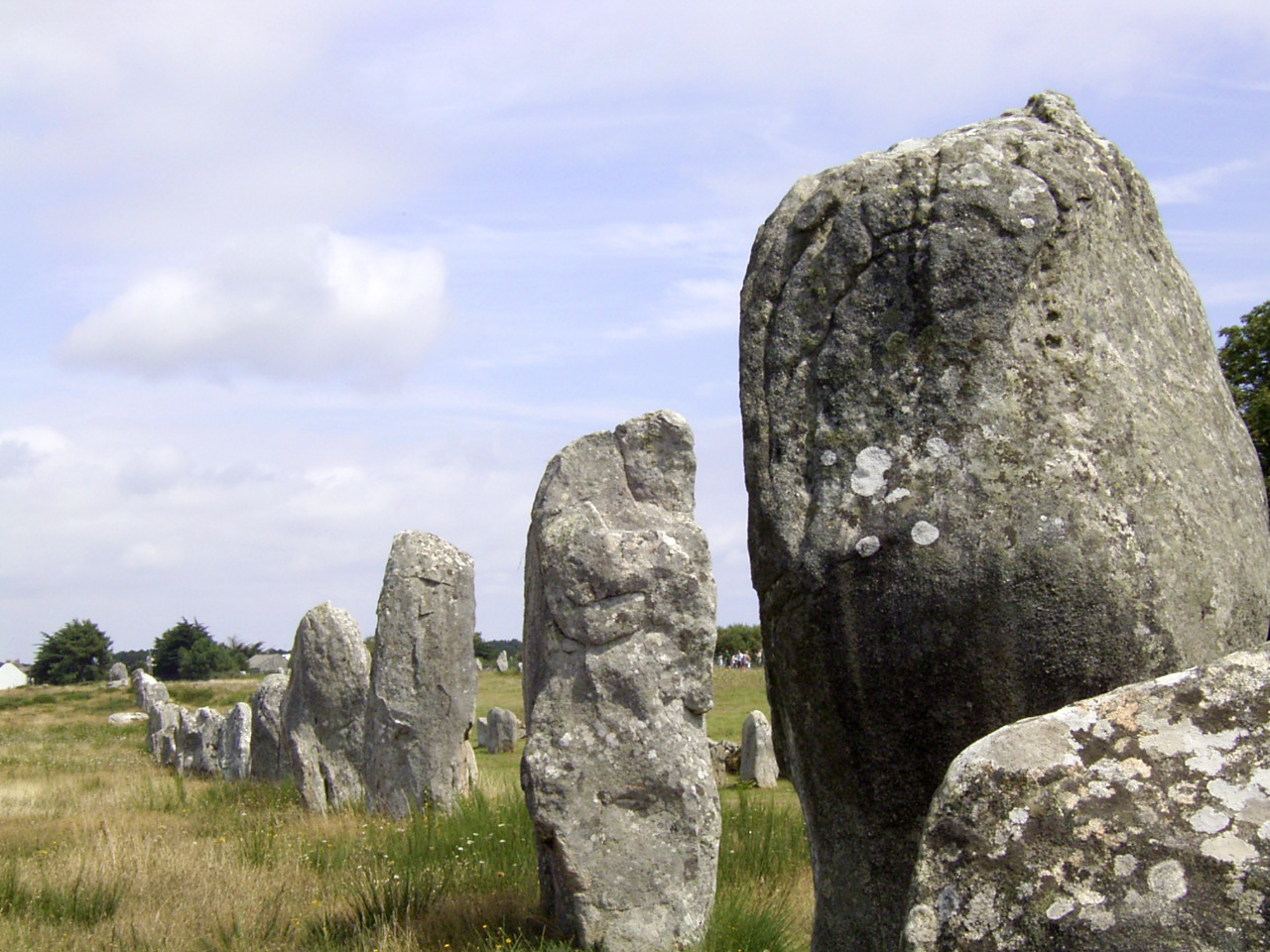
Аллея менгиров Менек — одна из многочисленных мегалитических композиций в составе Карнакского мегалитического комплекса.

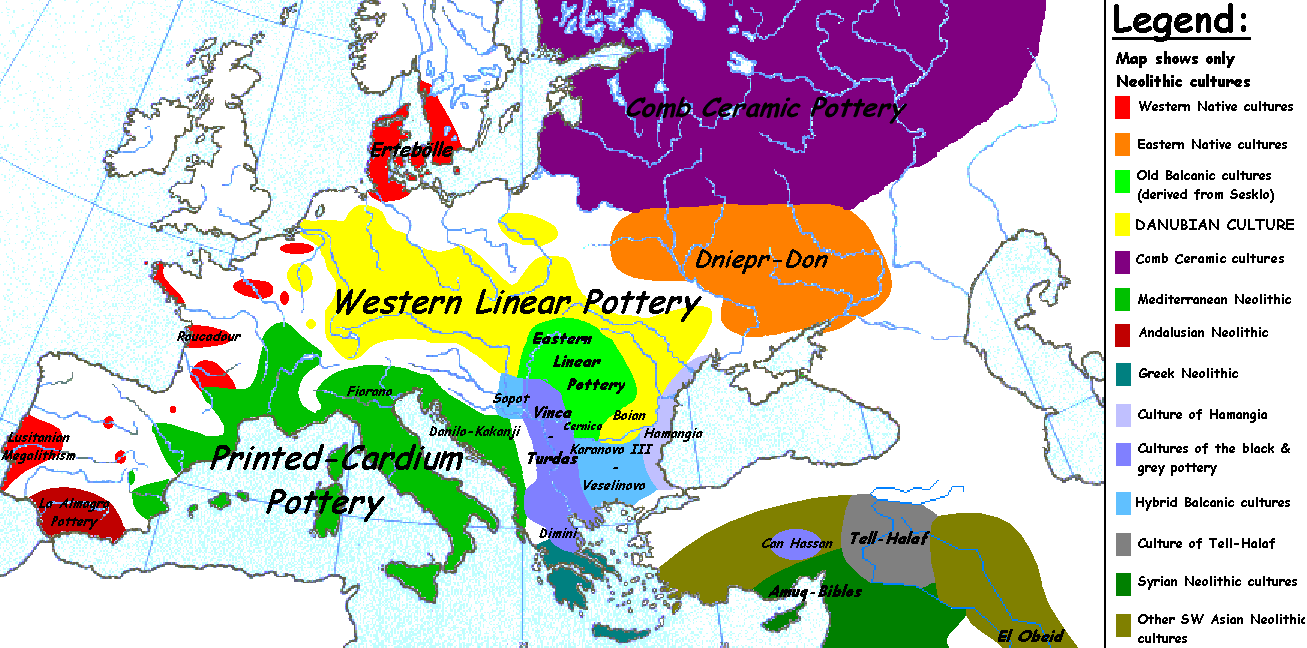
Европа около 4500-4000 лет до н. э.

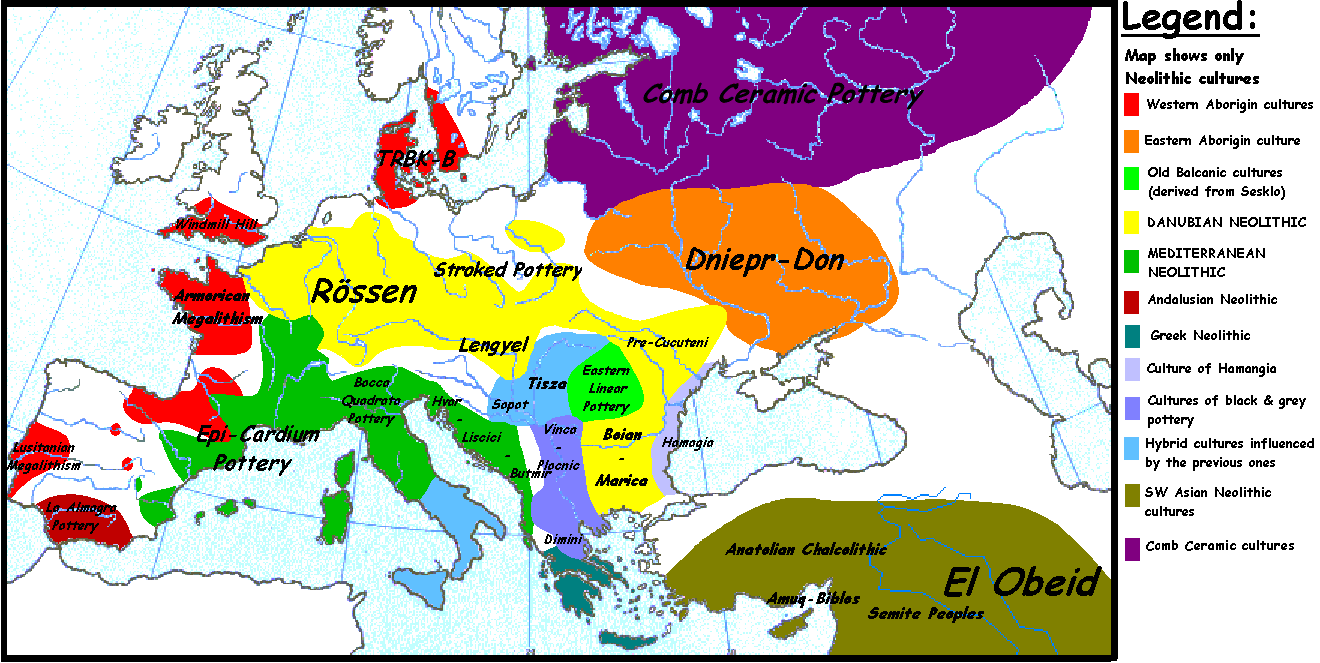
Европа около 4000-3500 лет до н. э.

В эпоху неолита, который в Северной Европе продолжался около 3 тыс. лет (около 4500 — 1700 гг. до н. э.) и характеризовался укоренением земледелия (т.наз. неолитическая революция), развитием керамики и более сложными и крупными поселениями, в Европу проникают группы народов с Балкан (культура линейно-ленточной керамики) и с Ближнего востока (культура кардиальной керамики). Это проникновение новых культур на территорию Европы, от Эгеиды до Британских островов, охватило период длительностью около 2500 лет (6500 — 4000 гг. до н. э.). По мнению таких археологов, как К. Ренфрю, эта экспансия, которая привела к закату мезолитических культур, совпала с появлением в Европе индоевропейских языков, тогда как согласно точке зрения М. Гимбутас, индоевропейские языки проникли в Европу намного позднее, в эпоху бронзового века, в то время как неолитическое население Европы считается доиндоевропейским и обозначается как «старая Европа».
Многие европейские неолитические группы имеют ряд общих характеристик, в том числе проживание в небольших общинах семейно-родового типа, живущих натуральным хозяйством на основе культивации растений и скотоводства, хотя они продолжали собирать дикорастущие растения и охотиться на дичь, а также изготовление керамики без использования гончарного круга. В археологических памятниках эпохи неолита во Франции обнаружены артефакты таких культур, как культура линейно-ленточной керамики (около 5500-4500 гг. до н. э.), рёссенская культура (около 4500—4000 гг. до н. э.) и шассейская культура (4500 — 2500 гг. до н. э.).
Единственные приморские земли, которые смогла занять неолитическая культура Михельсберг, прилегали к проливу па-де-Кале, но и они были утрачены ею на поздних стадиях.
Неолитические обитатели Арморики (Бретань) и северной Франции были носителями либо культуры линейно-ленточной керамики, либо «лимбургской керамики», относящейся к культуре Ла-Огетт.
По-видимому, именно к эпохе неолита относятся многочисленные мегалиты Франции — дольмены, менгиры, кромлехи и каирны. Наибольшая концентрация мегалитов наблюдается в таких областях, как Бретань и Овернь. Наиболее известными мегалитами Франции являются Карнакские камни и камни у Сен-Сюльпис-де-Фалейран.
В геноме представителей неолитической сернийской культуры из Флери-сюр-Орн в Нормандии преобладал компонент анатолийского неолита. У них определены Y-хромосомные гаплогруппы H2-P96 (H2m, H2*), G2a2a-PF3147, G2a2a1a-PF3177, I2a1a2-M423, I2a1a1b2-L1394.

## Энеолит (медный век)
В эпоху энеолита («медного века»), переходного от неолита к бронзовому, во Франции большую роль играли культура Сены-Уазы-Марны и надкультурная традиция колоколовидных кубков. Ряд западноевропейских авторов не выделяют энеолит как отдельный этап, а рассматривают его как финальный неолит. Именно для энеолита характерно широкое распространение мегалитов.
Культура Сены-Уазы-Марны или СУМ (около 3100 — 2400 гг. до н. э.) существовала на севере Франции в окрестностях рек Уаза и Марна. Наиболее примечательной особенностью данной культуры являются мегалитические гробницы галерейного типа, снабжённые плитой с отверстием, отделяющей вход от главной погребальной камеры (аналогичная особенность как совершенно независимое явление свойственна дольменам Северного Кавказа). Подобную же конструкцию имели гробницы, вырубленные в известняковых скалах долины Марны.
Около 2600 г. до н. э. на территории Дордони возникла артенакская культура, входившая в европейскую традицию строительства мегалитов. Данная культура враждовала с дунайскими (в частности, СУМ) на западе Франции. Вооружённые типичными для данной культуры стрелами, артенакцы захватили атлантическое побережье Франции и Бельгии около 2400 г. до н. э., в результате чего вдоль Рейна почти на тысячелетие возникает устойчивая граница между ними и индоевропейской культурой шнуровой керамики.
На юго-востоке Франции из шассейской культуры возникло несколько культурных групп, также строивших мегалитические гробницы.
Традиция колоколовидных кубков (около 2800—1900 лет до н. э.) представляла собой феномен, распространившийся далеко за пределы Франции, но не приведший к существенным изменениям в культурах на территории своего распространения.

## Бронзовый век

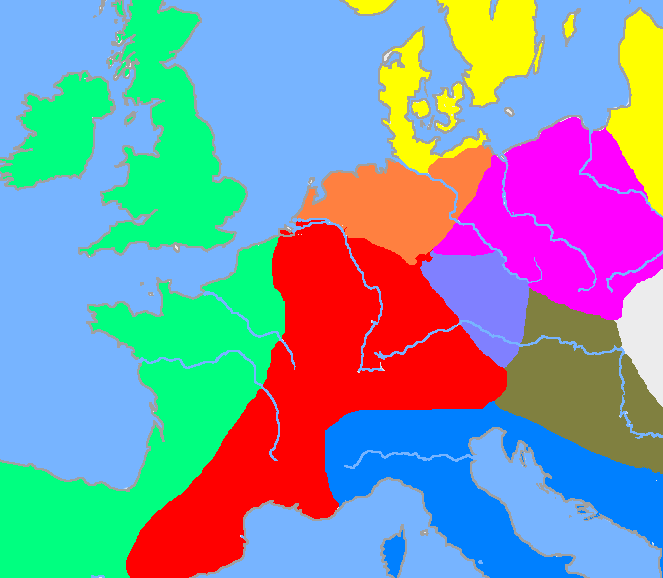
Область распространения основных европейских культур Бронзового века (около 1200 до н. э.):
культура полей погребальных урн, центральная
культура полей погребальных урн, северная
культура из Кновица (принадлежит к культуре полей погребальных урн)
лужицкая культура
дунайская культура
культура Террамаре
атлантическая бронзовая культура
скандинавская бронзовая культура

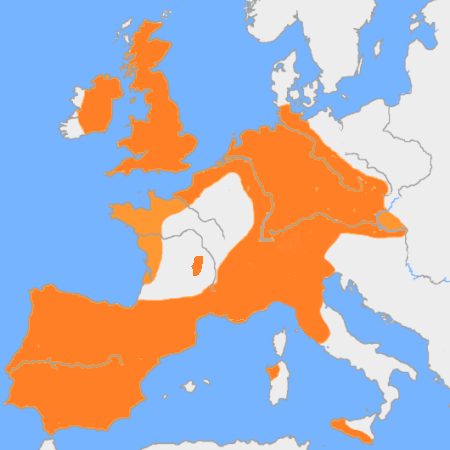
Распространение традиции колоколовидных кубков (около 2800—1900 лет до н. э.)

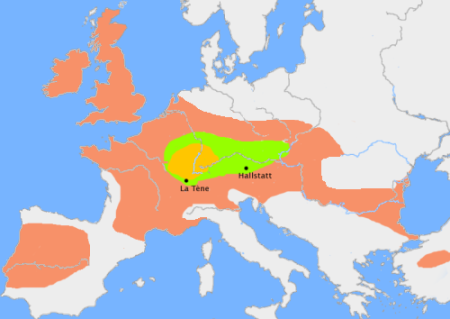
Латенская культура в 400 г. до н. э. (жёлтый цвет) и ядро расселения кельтов в 800 г. до н. э., из которого они начали свою экспансию

Среди культур раннего бронзового века во Франции выделяются переходная традиция колоколовидных кубков (около 2800—1900 гг. до н. э.), курганная культура (около 1600—1200 гг. до н. э.) и культура полей погребальных урн (около 1300—800 гг. до н. э.). Считается, что культура (культуры) памятников бронзового века в Бретани развились из носителей традиции колоколовидных кубков, с некоторым влиянием уэссекской и унетицкой культур. По мнению ряда исследователей, культура полей погребальных урн является прото-кельтской. Эта культура преобладала в центральной Европе в позднем бронзовом веке, когда в этом регионе наблюдался резкий рост населения, возможно, благодаря инновациям в технологии и сельскохозяйственной практике.
Некоторые археологи относят к этому же периоду прибытие ряда неиндоевропейских народов — в том числе иберов на юге Франции и юго-востоке Испании, лигуров на средиземноморском побережье между Францией и Италией, и васконов (предков басков) на юго-западе Франции и северо-западе Испании. По мнению других исследователей, указанные народы развились из более ранних местных культур неолита.

## Железный век
Распространение железных изделий совпало с развитием гальштатской культуры (около 700—500 гг. до н. э.) — предполагаемого потомка культуры полей погребальных урн и предка современных кельтских народов.
Потомком гальштатской культуры без заметного культурного разрыва, в свою очередь, стала латенская культура, возникшая в результате значительного влияния из Средиземноморья — сначала со стороны греков, затем этрусков. Латенская культура возникла и существовала в конце железного века (с 450 г. до н. э. и до римского завоевания в 1 в. до н. э.) в восточной Европе, Швейцарии, Австрии, на юго-западе Германии, в Чехии и Венгрии. К северу от неё находились протогерманские культуры.
Кроме того, в указанный период (около 600 г. до н. э.) греки и финикийцы основали во Франции свои колонии, например, на месте нынешнего Марселя.
Ко 2 в. до н. э. кельтская часть Франции стала известна среди римлян под названием Галлия, а население к северу от галлов было известно как белги (это племя могло иметь смешанное кельто-германское происхождение). Юго-запад Франции населяли аквитаны — предки современных басков.